# Comté de Lycoming
Le comté de Lycoming est situé dans l’État de Pennsylvanie, aux États-Unis. Il compte 114 188 habitants en 2020. Son siège est Williamsport. Le nom du comté vient de la rivière Lycoming (en). 
Le comté a, par trois fois d'affilée, voté pour Donald Trump en 2016, 2020 et 2024, et avant lui, il avait apporté son soutien à Mitt Romney lors de l'élection présidentielle de 2012, confirmant son inclination républicaine.

## Démographie
| Groupe            | Comté de Lycoming | Pennsylvanie | États-Unis |
| ----------------- | ----------------- | ------------ | ---------- |
| Blancs            | 87,3              | 73,5         | 58         |
| Latino-Américains | 2,1               | 8,1          | 19         |
| Afro-Américains   | 5                 | 10,5         | 12,1       |
| Asiatiques        | 0,8               | 3,4          | 6,2        |
| Métis             | 4,3               | 3,3          | 4,1        |
| Autres            | 0,3               | 0,4          | 0,5        |
| Amérindiens       | 0,2               | 0,1          | 0,9        |
| Océano-américains | 0,02              | 0,02         | 0,2        |
| Total             | 100               | 100          | 100        |

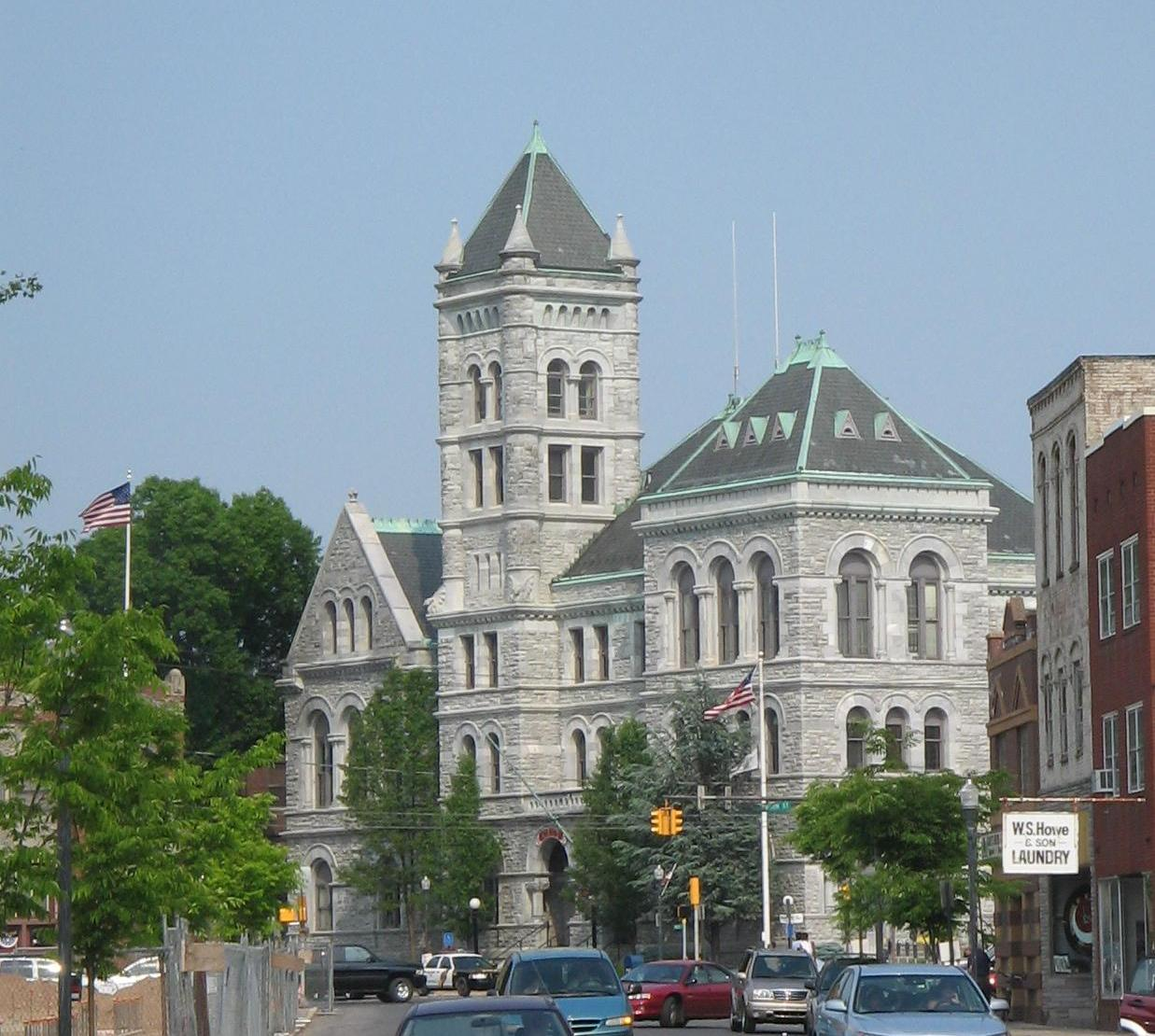
L'hôtel de ville de Williamsport.
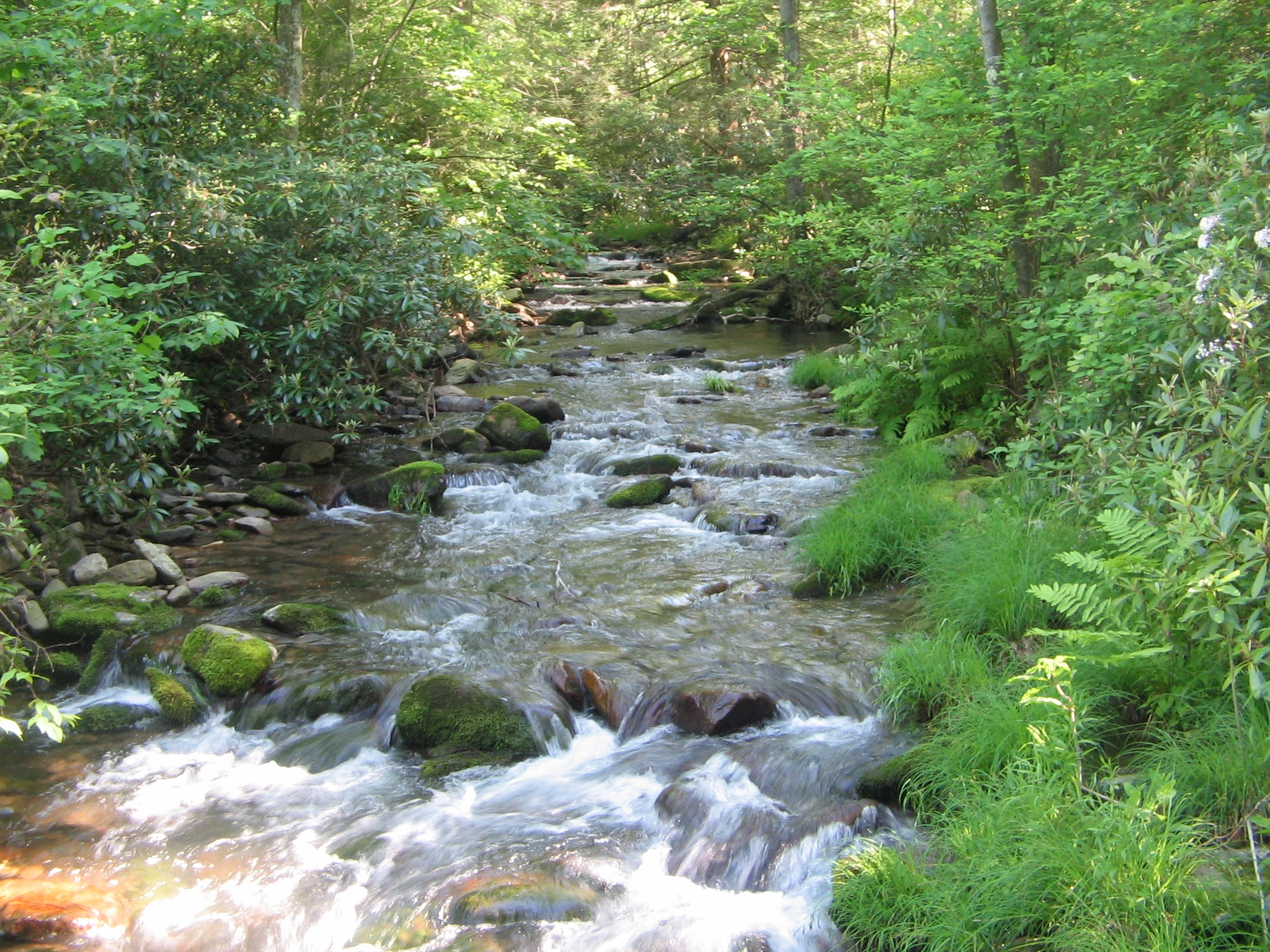
Le White Deer Hole Creek près de Fourth Gap.
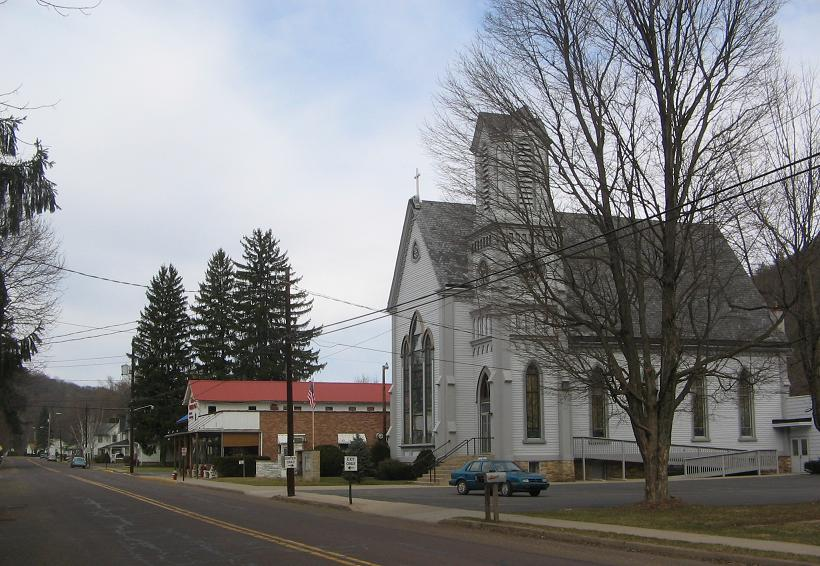
Salladasburg.
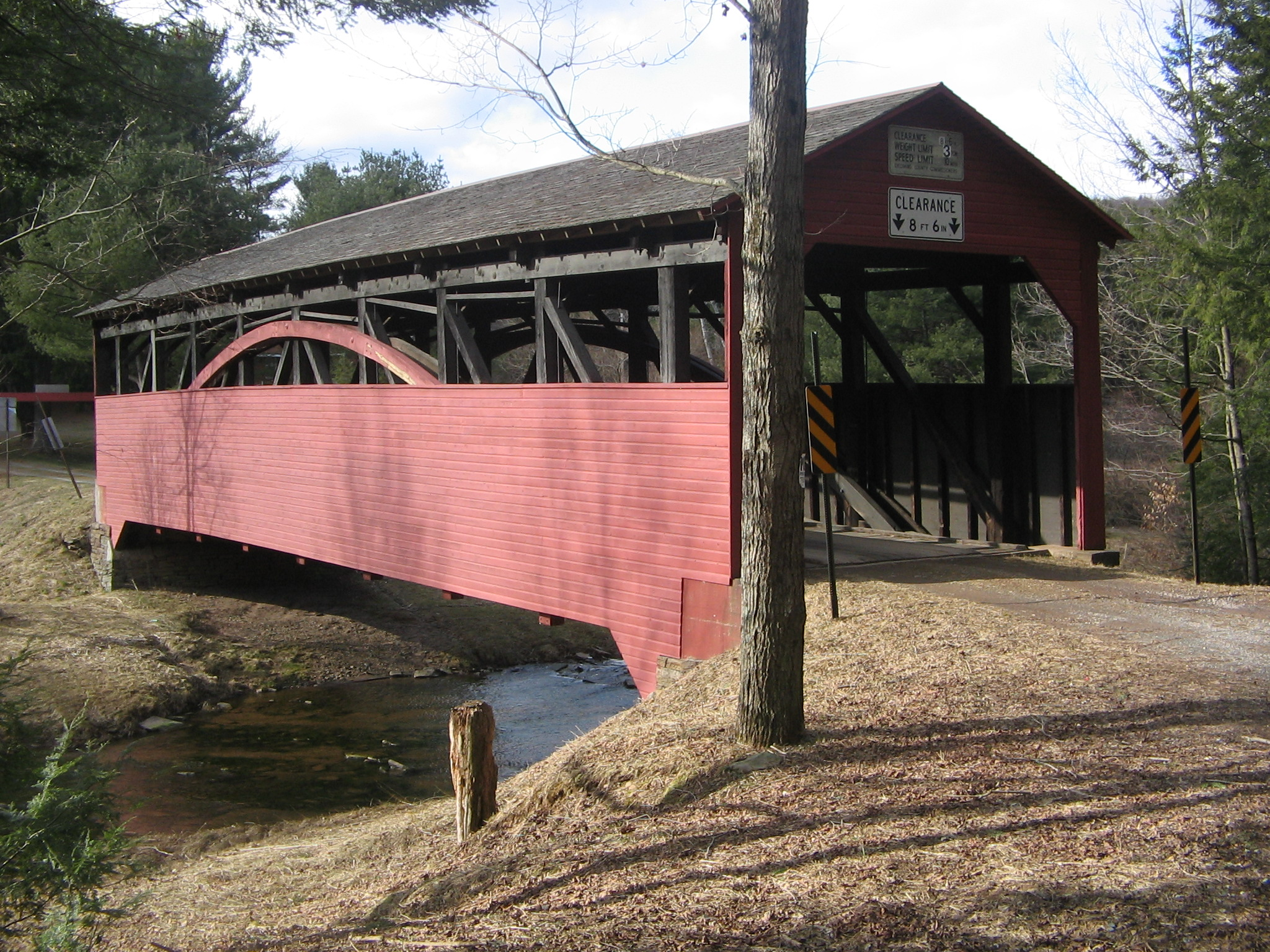
Le pont couvert de Cogan House.